# Claudiu M. Florian
Claudiu Mihail Florian (Rupea, 1969) è un diplomatico, scrittore e traduttore rumeno.

## Biografia e carriera letteraria
Di origini sassoni, ha conseguito la laurea in Germanistica presso l'Università di Bucarest nel 1994, per poi proseguire con una laurea specialistica in Studi umanistici interdisciplinari presso lo stesso ateneo e un'ulteriore laurea in storia contemporanea all'Università di Bielefeld.
Impiegato dal 2002 presso il Ministero degli esteri rumeno, è stato attaché culturale presso l'Ambasciata di Romania a Berlino dal 2004 al 2009, per poi ricoprire lo stesso ruolo all'Ambasciata rumena a Berna. Dal 2014 al 2022 ha diretto l'Istituto culturale rumeno a Berlino, ed è attualmente vice-direttore della medesima istituzione a Londra.
Nel 2008 ha dato alle stampe (dapprima in lingua tedesca con il titolo Zweieinhalb Störche – Roman einer Kindheit în Siebenbürgen, ripubblicato poi in rumeno nel 2012) il romanzo, parzialmente autobiografico, Le età dei giochi. Un'infanzia in Transilvania, per il quale è stato insignito del Premio letterario dell'Unione Europea nel 2016.
È traduttore dal tedesco e dall'inglese.

## Opere
- Le età dei giochi. Un'infanzia in Transilvania, Voland, Roma, 2019 - ISBN 9788862433716 (Vârstele jocului. Strada Cetăţii, 2012 - trad. dal rumeno di Mauro Barindi)